# Droits LGBT en Hongrie
Les droits LGBT en Hongrie connaissent des avancées notables jusque dans les années 2010, devenant l'un des pays les plus progressistes de la région en matière de droits LGBT. La Hongrie a légalisé l'homosexualité en 1961, la majorité sexuelle a été mise en place mais elle est inégale jusqu'en 2002, et le concubinage ou l'union libre est reconnue depuis 1996. Un partenariat civil est voté par le Parlement en 2008. 
À partir de l'arrivée de Viktor Orbán au pouvoir en 2010 la situation se dégrade et les droits LGBT sont remis en question peu à peu, sur le modèle de la politique discriminatoire mise en place en Russie. Une nouvelle constitution en 2011 ne reconnait le mariage que pour un homme et une femme, empêchant l'application de législations favorables aux couples de même sexe. 
En 2021, une loi visant à empêcher la promotion de l'homosexualité est adoptée le 15 juin.

## Histoire

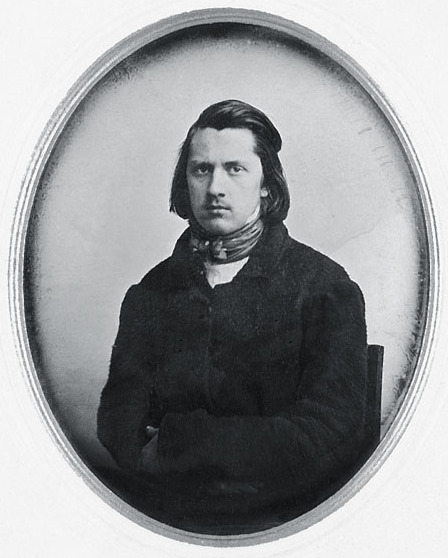
Karl-Maria Kertbeny (1824-1882).

Karl-Maria Kertbeny (1824-1882), est un journaliste, écrivain, traducteur et militant des droits de l'homme hongrois germanophone. Il a inventé les termes allemands « Homosexual » et « Heterosexual » en 1868, et « Homosexualität » en 1869, auxquels il opposa le terme « normalsexuel »,.
Il a publié des nombreux textes sur le sujet, motivé par la défense des droits de l'homme, et des pamphlets contre le paragraphe 143 du Code pénal prussien, qui condamne l'homosexualité et qui devint au XXe siècle le paragraphe 175 du Code pénal allemand. Après Voltaire et Jeremy Bentham, Karl-Maria Kertbeny démontra que les lois anti-sodomie étaient contraires aux droits de l'homme et que les actes sexuels privés, librement consentis entre adultes, ne devaient pas relever de lois pénales. Il a été un précurseur dans le développement d'une série d'arguments en faveur de l'homosexualité, affirmant par exemple que l'homosexualité était un état inné et permanent, argument repris plus tard sous le terme de « modèle médical » de l'homosexualité, qui allait à l'encontre à la fois de l'idée encore répandue à son époque que la sodomie relevait du seul vice et de l'opinion selon laquelle il s'agissait d'un goût dont il ne fallait pas discuter.
De 1997 jusqu'en 2007, la marche des fiertés de Budapest s'est déroulée sans encombre, malgré un taux d'acceptation de l'homosexualité plus bas que dans les pays voisins. Des contre-manifestations violentes ont été organisées en 2007, 2008 et 2009 par des groupes d’extrême droite.

## Dépénalisation
L'homosexualité est dépénalisée au début des années 1960.

## Union civile
Le concubinage ou l'union libre est reconnu depuis 1996.
Un partenariat civil est voté par le Parlement en 2008.

## Service militaire
Les personnes homosexuelles ont le droit d'effectuer leur service militaire et de servir dans l'armée hongroise. La Hongrie a instauré[Quand ?] une loi de pénalisation des discriminations sur l'orientation sexuelle.

## Mariage et homoparentalité

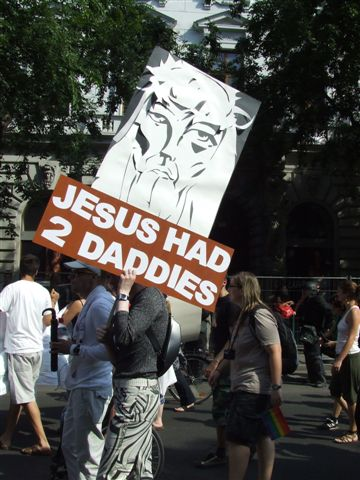
Gaypride Budapest en 2008 avec le slogan « Jésus avait deux papas ».

Le mariage et l'homoparentalité ne sont pas acceptées par la constitution hongroise de 2011, officiellement nommée Loi fondamentale de la Hongrie (Magyarország alaptörvénye), déposée le 14 mars 2011, adoptée le 18 avril par l'Assemblée nationale de Hongrie et entrée en vigueur le 1er janvier 2012. Votée uniquement par Fidesz-Union civique hongroise, elle est l'objet de fortes critiques de la part de l'opposition de gauche (MSzP, LMP) et de l'extrême droite (Jobbik). Du point de vue des observateurs étrangers, elle est également au centre d'une vive polémique sur la dérive autoritaire du Premier ministre conservateur Viktor Orbán.
L'adoption aux couples de même sexe est interdite à travers de nouvelles lois ratifiées par le Parlement en décembre 2020. À la suite de ces modifications législatives, la mention « az anya nő, az apa férfi » (« la mère est une femme, le père est un homme ») est inscrite dans la charte fondamentale.
Elle définit l'institution du mariage en tant qu'union de vie entre un homme et une femme, empêchant ainsi de légiférer pour autoriser le mariage homosexuel (art. L/1).
À la suite de l'adoption de cette loi, Katalin Novák, secrétaire d’État à la Famille, publie une vidéo sur les réseaux sociaux demandant aux femmes de ne pas rivaliser avec les hommes.

## Identité de genre
Le 19 mai 2020, à la suite d'un projet de loi à l'initiative de Viktor Orbán, la Hongrie vote un amendement à l'article 33 qui définit le genre comme le « sexe biologique basé sur la naissance et le génome », ce qui revient à interdire la reconnaissance juridique et le changement d'état civil pour les personnes trans et intersexes,. La Cour constitutionnelle invalide le 12 mars 2021 une disposition de cette loi, jugeant les aspects rétroactifs anticonstitutionnels. Ainsi les personnes trans ayant déjà obtenu leur changement d'état civil ne pourront pas être démises de leur nouvelle identité de genre, même si la Cour n'invalide pas le reste de la loi qui rend désormais impossible pour une personne trans de changer d'état civil.
Tamas Dombos, membre du conseil d’administration de l’Alliance hongroise LGBT, annonce alors que les associations représentant les droits LGBTIQ vont mener des recours juridiques devant les tribunaux hongrois et internationaux pour contester cette loi. Il réagit à l'AFP à la suite de l'adoption de la loi par 154 voix contre 56 en ces termes : 
« Il est triste et scandaleux que le Parlement ait décidé d’adopter cette loi odieuse au mépris des préoccupations soulevées par des dizaines d’organisations de la société civile et d’organismes internationaux, dont le Conseil de l’Europe, le Parlement européen et divers organes des Nations unies ».

## Sexisme
Avec la Pologne, la Hongrie s'oppose en mai 2021 à l'utilisation du terme « égalité des genres » dans un texte européen ratifié par 27 pays. Les représentants des deux pays sont opposés à l'ouverture de davantage de droits pour les personnes LGBT, qui résulterait de l'utilisation du terme.

## Influence de Viktor Orbán
Dès l'arrivée de Viktor Orbán au pouvoir en 2010, celui-ci s'efforce de mener des réformes visant à empêcher l'avancée des droits LGBT, pour selon lui préserver les valeurs chrétiennes traditionnelles. Une nouvelle constitution est adoptée en 2011. Critiquée comme relevant d'une dérive autoritaire, elle est notamment qualifiée par Human Rights Watch de « discriminatoire envers les personnes LGBT »,,,. L'eurodéputé József Szájer (FIDESZ) est considéré comme étant l'un des architectes de ce texte, qui constitue un recul des droits LGBT ; le 29 novembre 2020, il est contraint de démissionner de son poste au Parlement européen après des révélations concernant sa participation à des soirées libertines gay,,.
Depuis décembre 2020, les initiatives législatives contre la communauté LGBT se multiplient, particulièrement soutenues par Viktor Orbán.
En 2025, une loi interdit la marche des fiertés et permet l'utilisation de systèmes de reconnaissance faciale pour identifier les organisateurs et participants. 2000 personnes manifestent contre cette interdiction et bloquent un pont de la ville.
En juin 2025, la pride de Budapest réunit 200 000 personnes, malgré son interdiction.

### Loi de 2021 sur la «promotion» de l'homosexualité
En 2021, une loi est proposée au vote pour le 15 juin 2021, visant à interdire dans les médias et les écoles toute mention visant à l'éducation sur des sujets LGBT auprès des mineurs. Un projet législatif vise par ailleurs à définir le genre d'une personne comme étant celui qui lui est assigné à la naissance. Cette loi s'inscrit dans un mouvement qui s'inspire de la loi anti-gay promulguée en Russie par Vladimir Poutine, et fait l'amalgame entre homosexualité et pédophilie,. Avec trois autres ONG, Amnesty International et Budapest Pride publient un communiqué pour protester contre cette nouvelle disposition de la loi, en appelant à l'intervention du président américain Joe Biden. Des milliers de manifestants se rassemblent le 15 juin 2021 devant le Parlement pour protester contre cette loi et demander son rejet,. La Commission européenne menace la Hongrie d’une procédure d’infraction, mais Orban résiste. 
En réponse à l’ouverture de cette procédure d’infraction en juillet 2021, le gouvernement organise en 2022 un référendum contre l’enseignement et l’exposition des mineurs à l’homosexualité et la transidentité, mais il est invalidé, faute d'avoir recueilli assez de votes.
Lira, une chaîne de librairie hongroise, écope d'une amende de 12 000 000 forints en juillet 2023 pour avoir vendu la bande dessinée Heartstopper ailleurs que dans un rayon adulte, et sans avoir utilisé un emballage plastique. La condamnation est annulée en février 2024 pour vice de forme.
En novembre 2023, le Musée national hongrois annonce ne pas pouvoir appliquer la loi pour une exposition de World Press Photo, l'exposition ayant été dénoncée par le mouvement d’extrême droite Notre patrie pour des photos illustrant les violences contre les personnes LGBTQ. À la suite de cette annonce, le directeur du musée est licencié par le ministère de la Culture.

### Rainbow gate
Le projet de loi hongrois qui sera appliqué à partir du 1er juillet 2021 suscite une polémique au sein de l'Union européenne. 
La présidente de la Commission européenne Ursula von der Leyen critique sévèrement la loi hongroise et indique que des mesures juridiques seront prises. 17 États sur les 27 membres manifestent leur opposition à ce projet dans une déclaration commune demandant à la Commission européenne de faire respecter le droit. Le texte est d'abord signé par 14 membres, dont la France et l'Allemagne, les pays du Benelux, l’Espagne, l’Irlande, les États scandinaves et Baltes, puis l’Autriche, l’Italie et la Grèce dans un second temps,.
À la suite de ce texte et à la décision de l'UEFA de ne pas accepter d'illuminer le stade de l'Allianz Arena de Munich aux couleurs LGBTQI durant le match Allemagne-Hongrie de l'Euro 2021, le président du Conseil européen Charles Michel inscrit le sujet à l'ordre du sommet des chefs d'État du Conseil de l'Europe du 24 juin 2021 à Bruxelles. Le hashtag #Rainbowgate apparaît sur les réseaux sociaux en Allemagne en réaction à cette décision,. La ville de Munich entendait protester par cette illumination contre l'adoption de la loi du 15 juin en Hongrie, l'UEFA refusant pour sa part d'endosser un acte politique dans un milieu sportif,,. 
La ville de Munich craint alors des interventions de la Brigade des Carpates, un groupe de supporters hongrois de football ; finalement seulement 2000 tickets sur les 14 000 sont vendus à des supporters hongrois,.

## Tableau récapitulatif
| Dépénalisation de l’homosexualité                                                   | (depuis 1962) mais restriction de la liberté d'expression et d'association depuis 2021 |
| Majorité sexuelle identique à celle des hétérosexuels                               | Oui                                                                                    |
| Interdiction de la discrimination liée à l'orientation sexuelle à l'embauche        | Oui                                                                                    |
| Interdiction de la discrimination liée à l'identité de genre dans tous les domaines | Oui                                                                                    |
| Partenariat civil                                                                   | (depuis 2009)                                                                          |
| Mariage civil                                                                       | (banni depuis 2012)                                                                    |
| Adoption conjointe dans les couples de personnes de même sexe                       | Non                                                                                    |
| Adoption par les personnes homosexuelles célibataires                               | Non                                                                                    |
| Droit pour les gays de servir dans l’armée                                          | Oui                                                                                    |
| Droit de changer légalement de genre (après stérilisation)                          | [ 48 ]                                                                                 |
| Gestation pour autrui pour les gays                                                 | Non                                                                                    |
| Accès aux FIV pour les lesbiennes                                                   | Oui                                                                                    |
| Autorisation du don de sang pour les HSH                                            | Non                                                                                    |

## Militantisme
En 1988 est créée la première association homosexuelle hongroise, Homeros Lambda. Après la chute du régime communiste, les années 1990 sont celles de la réelle naissance d'une sociabilité homosexuelle dans le pays.